# Half the World Away
Half the World Away è un brano della band inglese Oasis, pubblicato per la prima volta come b-side del singolo Whatever nel 1994.
Il testo è opera di Noel Gallagher che nel brano, oltre che a suonare il suo strumento abituale  che sarebbe la chitarra, suona anche la batteria che è sempre stata una sua grande passione. Per rivederlo in veste di batterista bisognerà aspettare il 2008, nell'album Dig Out Your Soul infatti addirittura tre brani lo vedono in questo ruolo.
La canzone trae ispirazione da This Guy’s In Love With You, brano del 1968 di Herp Alpert & The Tijuana Brass, scritto da Burt Bacharach. 
Noel Gallagher ebbe modo di interpretare quest'ultima con Bacharach alla Royal Albert Hall nel 1994, abbandonando la chitarra e usando la sua sola voce. Gallagher, nel corso degli anni, ha più volte ribadito la stima per il compositore e pianista americano, che non a caso figura nella copertina di Definitely Maybe e con il quale Noel è rimasto in contatto fino a poco tempo prima della sua scomparsa.
Paul Weller, grande amico di Noel, ha affermato che questa è la sua canzone degli Oasis preferita.
In Inghilterra e tra i fan di tutto il mondo la canzone è molto amata ed è stata la sigla di una sitcom della BBC in onda dal 1998 al 2000, The Royle Family con l'attrice Liz Smith.
La canzone è inserita nella raccolta di b-sides The Masterplan del 1998 e nel Greatest Hits del 2006 Stop the Clocks.
La cantautrice norvegese Aurora ne ha inciso una cover nel 2015, la quale si è collocata all'11º posto della classifica britannica.

## Formazione
- Noel Gallagher - voce, chitarre, batteria
- Paul Arthurs - piano elettrico
- Owen Morris - basso